# تواکر
تواکر (به سوئدی: Tvååker) یک سکونتگاه مسکونی در سوئد است که در وربرگ مونیکیپلیتی واقع شده‌است.

## خصوصیات
تواکر ۲٫۲۳ کیلومترمربع مساحت و ۲٬۵۳۴ نفر جمعیت دارد.